# 蔣之逵

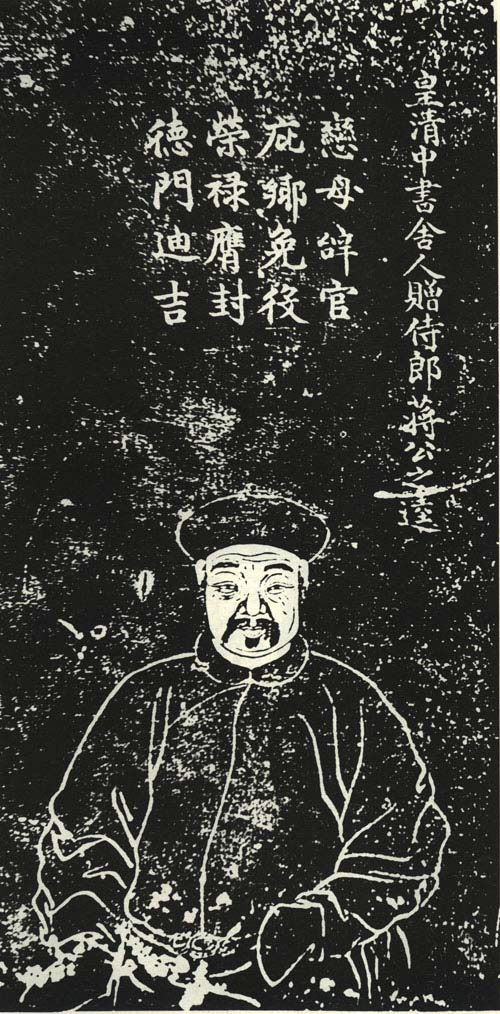
蒋之逵石刻像刻于清道光七年（1827年），清孔继尧绘，石蕴玉正书赞，谭松坡镌，为《沧浪亭五百名贤像》之一。

蔣之逵（1636年—1694年），原名鎬，字雲九，號佚圃，南直隸蘇州府長洲縣人，清朝追贈兵部右侍郎，以孝義聞名。

## 生平
蔣之逵為蘇州婁關蔣氏家族蔣燦孫。本生父蔣圻（字胤侯，號雪菴，1617-1664）為蔣燦第三子，監生，《滄浪亭五百名賢像》有其像記。本生母為參軍王汝哲女。蔣之逵為蔣圻次子，原名蔣鎬，出嗣大伯父蔣垣（字師維，號公藩，1613-1634）。嗣母盛氏為盛昶裔孫女、鄉飲大賓盛永女、盛符升從妹。
蔣之逵受業於毛宗崗父親毛綸，為蘇州府庠生，入國子監，順治末年受奏銷案影響未能進一步參加科舉。授候選知縣，以母親盛氏守節未旌表未赴任。蔣之逵以孝友聞名，於從父蔣維城、蔣德埈初設婁關蔣氏義莊之後，又購田三百畝以贍養族中子弟讀書。蔣之逵受江寧巡撫慕天顏器重，曾建言減輕吳中徭役等。康熙十八年（1679年）慕天顏為蔣母盛氏題請旌表建坊。蔣之逵以曾孫蔣元益誥贈榮祿大夫、兵部右侍郎。

## 園林與文學交游
蔣之逵在蘇州西郊陽抱山（今蘇州大陽山國家森林公園西麓）築有園林宅院陽抱山莊，又名佚圃，內有陽抱草堂、錦峰橋、小山叢桂亭、蓮舫、露華檻、翠照閣、濃蔭石徑、軒舉堂、咽泉石、五松岡等十景。蔣之逵姻親徐乾學及友人韓菼等曾宴飲於此，徐乾學著有《佚圃記》以茲紀念。文學方面，蔣之逵著有《佚圃詞》，其孫蔣重光輯《昭代詞選》第十一卷收錄其詞三首：《浣溪沙》（春日雨後山莊晚眺）、《滿庭芳》（陽抱山莊落成）及《念奴嬌》（南園懷古）。另有詞作《送臘詞分賦春聯》收錄于《瑤華集》中。蔣之逵亦是蘇州宋德宜等人組織的文社“慎交社”成員之一。

## 家庭
夫人為內閣中書沈萬綏孫女、沈煇女；側室楊氏。有六子：蔣文瀾、蔣佩、蔣文源、蔣文涵、蔣文淳及蔣文滂。還有二女：長女嫁徐樹屏；次女嫁金之俊曾孫、金秉樸（字醇還）長子金抒忠。